# Smeraldo di Giovanni
Smeraldo di Giovanni (1365 – 1444) è stato un pittore italiano del tardo gotico e del primo rinascimento attivo a Firenze.

## Biografia
Lavorò con Ambrogio Baldese nella Chiesa di Orsanmichele nel 1402. È noto per essere stato attivo nel 1420, quando presumibilmente lavorò nella stessa bottega con Giovanni dal Ponte (1385-1438. Un tempo si riteneva che fosse la stessa persona di Giovanni di Marco. La cappella degli Scali della Basilica di Santa Trinita a Firenze ha un ciclo di affreschi di Giovanni dal Ponte e Smeraldo di Giovanni.